# 능원대군
능원군(綾原君, 1598년 5월 15일(음력 4월 11일) ~ 1656년 1월 26일(음력 1월 1일))은 조선 후기의 왕족, 정치인이다. 선조의 손자이며 인조의 친동생이다. 추존왕 원종과 인헌왕후 구씨의 차남이다. 성은 이, 이름은 보(俌), 본관은 전주이며, 호는 담은당(湛恩堂), 또는 경숙(敬叔), 시호는 정효(貞孝)이다.
1608년(광해군 즉위)후 정운원종공신 1등(定運功臣一等)에 책록되었다. 1613년(광해군 5) 임해군의 옥사 직후 익사원종공신 1등에 책록되었고, 광해군 시절 종실 자격으로 인목대비 폐비 논의에도 참여하였으나, 인조반정이후 처벌받지 않았다. 1628년(인조 5) 9월 17일에는 소무원종공신 1등(昭武元從功臣一等)에 책록되었다.
본부인인 부부인 유씨의 친정아버지인 유효립이 모역을 꾸미다가 실패하고 살해되면서, 인조는 그에게 아내와 이혼할 것을 요구했지만 그는 끝내 거절하였고, 자신의 집에 계속 살게 하였다. 첩인 부부인 김씨에게서 자녀들을 보았다. 1601년 능원수(綾原守)에 처음 책봉되었다가 1607년 능원군(綾原君)에 개봉되었으며, 1632년 아버지 정원대원군이 원종(元宗)으로 추존되자 능원대군으로 진봉되었다. 병자호란 당시 척화파에 섰으며, 명나라 배신록에 실렸다. 1646년(인조 24) 9월에는 영국원종공신(寧國元從功臣)에 책록되었다.

## 생애

### 출생과 가계

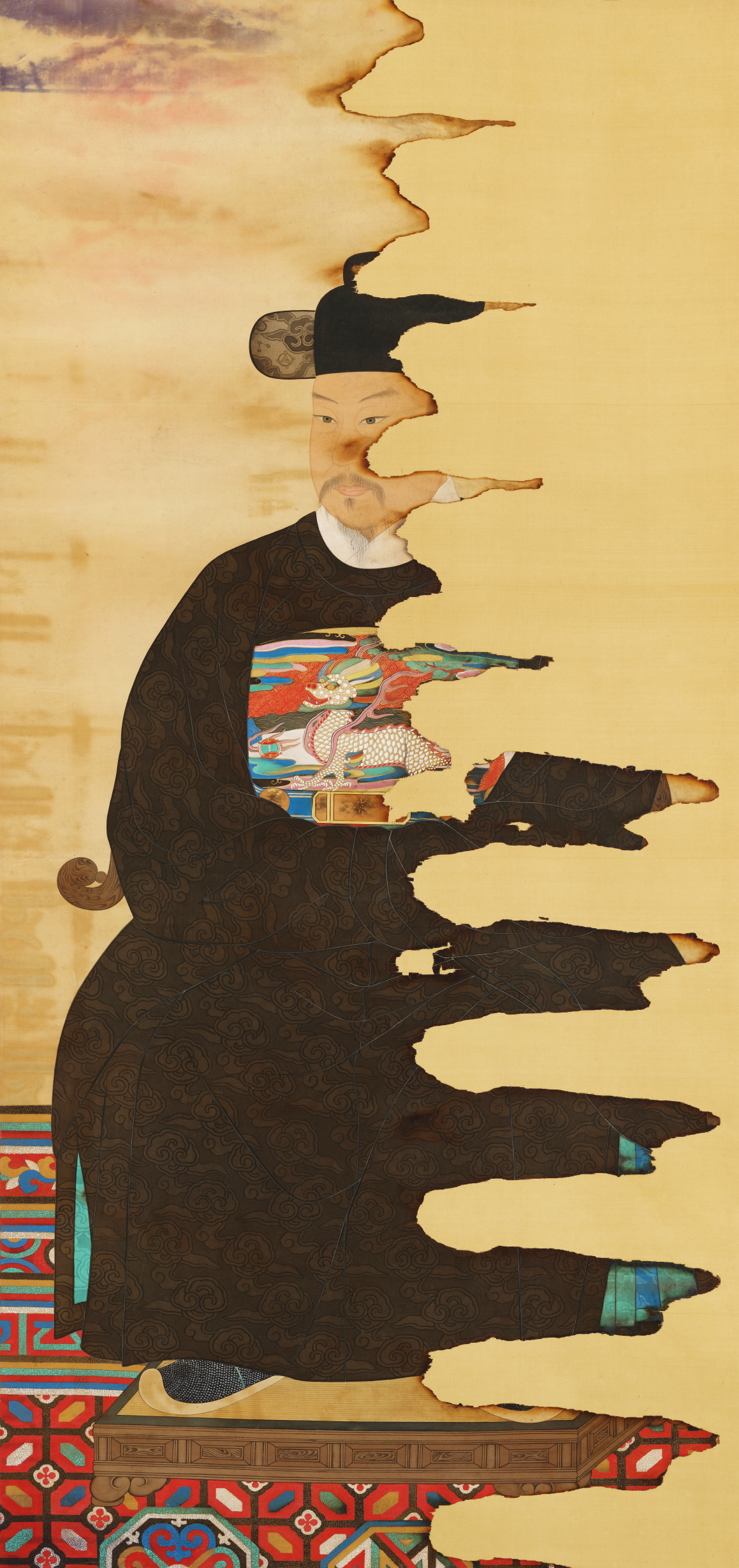
아버지 원종(정원군)

임진왜란 중이던 1598년(선조 31년) 평안도 성천(지금의 평안남도 성천군)으로 피난을 가 있던 선조의 다섯째 서자 정원군(원종)과 그 처 연주군부인 구씨(인헌왕후)의 차남으로 출생하여 지난날 한때 평안도 평양에서 잠시 유아기를 보낸 적이 있으며 한성부 정원군 사저에서 성장하였다.
아버지 정원군은 조선의 제14대 왕 선조와 그 후궁 인빈 김씨의 아들이며, 어머니 구씨는 구사맹의 딸이다. 이보에게는 친형 인조와 친동생 능창군이 있는데, 형 인조는 1623년(인조 원년) 반정을 일으켜 왕에 즉위하니 곧 인조이다. 동생 능창군은 1615년(광해군 7년) 역모 혐의로 교동에 유배되었다가 곧바로 살해당했다. 한편 정원군은 이러한 일로 상심하여 술을 가까이 하다가 1619년(광해군 11년) 음력 12월 29일 40세를 일기로 사망하였다.
한편 이보는 11살 때인 1608년(선조 41년), 12세로 요절한 백부 의안군의 양자로 입양되어 능원군에 봉해졌다.

### 광해군 때 활동
그는 광해군의 왕비인 문성군부인 유씨의 사촌 유효립의 딸과 결혼했다. 광해군의 폐비 유씨와 그의 처 문화군부인 유씨는 친정쪽으로는 5촌 당고모와 당질녀간이지만 시가로는 시숙모-조카딸 간이 된다. 1608년(광해군 즉위) 유영경의 옥사 직후 정운원종공신 1등(定運功臣一等)에 책록되었다. 1613년(광해군 5) 임해군의 옥사 직후 익사원종공신 1등에 책록되었다. 1617년(광해군 10) 인목대비 폐비 논의가 진행되었다. 이때 그는 종척의 자격으로 폐비 논의에 참여하였다.
| “ | 대대적인 논의가 이미 제기되었으니 응당 조정의 처리가 있을 것입니다. 종척(宗戚)인 신하에게 무슨 다른 의견이 있겠습니까? | ” |
|   | — 광해군일기 121권, 광해 9년 11월 25일 병술 10번째기사                                                                 |   |

그는 종실 자격으로 인목대비 폐비 논의에도 참여하였다. 인조반정 이후 인목대비 폐비 논의에 참여한 다른 관료들은 처벌받았지만, 그는 처벌받지 않았다.

### 인조 반정 이후
1623년(인조 원년) 음력 3월 13일 광해군이 폐위되고 능원군의 친형 인조이 왕위에 올랐다(인조반정). 이후 능원군은 1624년(인조 2년) 음력 4월 3일 속공전 20결을 하사받았으며, 같은 해 음력 12월 22일 소덕대부에 가자되었다. 그러나 이듬해인 1625년(인조 3년) 음력 3월 양부 의안군의 종 정영신이라는 자를 때려 죽이는 바람에 물의를 빚었다. 당시 대신들은 능원군의 치죄를 간하였으나, 인조는 헌부가 배반한 종들의 말만 믿고 수사를 공정하게 하지 않는다며 오히려 대신들을 나무라는 하교를 내렸다. 이후 이 사건들 두고 윤순지와 김유 등은 국가의 언로가 막힐까 두렵다는 상소를 올렸고, 인조는 자신에게 지나친 면이 있었다고 사과하였다.
1625년(인조 3년) 음력 11월 28일에는 계운궁(인헌왕후)이 위독해지자 인조는 생모를 위로하는 차원에서 능원군에게 특별히 현록대부를 제수하였다. 그리고 다음달인 1626년(인조 4년) 음력 1월 14일 계운궁이 사망하자 예조의 건의로 인조를 대신해 능원군이 상주가 되었는데, 수많은 대신들이 이미 의안군의 양자가 된 능원군이 계운궁의 상주가 될 수 없음을 간하였으나 인조는 끝내 윤허하지 않았다. 이후 능원군은 상을 치르기 위해 관직에서 해임되는 관례에 따라 녹을 받지 않고 어렵게 살았는데, 인조는 이러한 능원군에게 약간의 도움을 주었다.
한편 그에게 집이 없는 것을 염려한 인조는 특별히 한성부 이현(梨峴)의 별궁(別宮)을 그에게 집으로 내려주었다. 1628년(인조 5) 9월 17일에는 소무원종공신 1등(昭武元從功臣一等)에 책록되었다.
1628년 유효립의 옥사가 발생하자, 그해 10월부터 능원군의 부인 유씨를 역적의 딸인데 사묘(인조의 사친 묘)의 주부로 둘 수 없다 하여 양사가 파직을 청하였다만 왕이 듣지 않았다. 그해 11월 옥당에서 유효립의 딸이 낳은 자손들을 사묘를 봉사하게 할 수 없다고 상차하였고, 예조에서도 계를 올려 유효립의 딸을 대원군의 제사를 모시게 할 수 없다고 하였지만 왕이 듣지 않았다. 인조는 군부인 유씨와 이혼을 요구했지만 그는 완강하게 거절했고, 작호는 깎였지만 계속 능원군의 집에 머무를 수 있었다. 능원군이 유씨를 내보내기를 완강하게 거절하므로 인조는 결국 '의지하여 돌아갈 곳이 없는데 이제 내치는 것은 불쌍하다. 강등시켜 첩으로 삼게 하여 인정과 의리가 아울러 행해지도록 하라.'는 명을 내린다. 후일 능원군의 서자 영풍군 식이나 금천군(錦川君) 지(榰)가 군부인 유씨의 억울함을 여러번 상소하여 복작시키게 된다.
그러나 능원군은 1631년(인조 9년) 음력 5월, 자신의 종들을 풀어 금리의 처와 어미, 장모를 붙잡아다가 폭행하여 또 물의를 빚었다. 이때 능원군은 인조에게서 추고하라는 명을 받자 오히려 화를 내며, 금리의 어미와 처를 또 가두고 고문까지 하였다. 이에 헌부에서 능원군을 파직시킬 것을 청하였으나, 인조는 능원군의 종들에게만 죄를 주고 능원군의 파직은 윤허하지 않았다.

### 대군 진봉 이후
한편 인조와 능원군의 생부인 정원군이 논란 끝에 왕으로 추존되어 원종의 묘호를 받고, 어머니 구씨는 인헌왕후로 추존되면서 능원군도 1632년(인조 10년) 음력 5월 4일 능원대군(綾原大君)으로 진봉되었다. 이후 능원대군은 인조로부터 노비, 사랑채 등을 하사받고, 1645년(인조 23년)에는 청나라의 섭정왕 도르곤이 보내온 예단의 일부를 받기도 하였다.
한편 1636년(인조 14년) 조선에서는 소들에게 역병이 돌아 도살을 일체 금하고 소를 도살하는 자에게는 살인죄를 적용한다는 명령을 내렸는데, 이때문에 도살자들이 적발되지 않기 위해 일부러 노비의 신분이 되어 소를 도살하는 일이 있었다. 이 도살자 중 38명이 능원대군 소속의 노비가 되었는데, 이들은 1647년(인조 25년) 음력 2월 적발되어 인조에 의해 전가사변 되었다. 또 1649년(인조 27년) 음력 3월에는 전국에서 바쳐지는 말을 중간에서 불법으로 매수하고 되파는 수법으로 고가의 이익을 챙겨 물의를 빚었다. 하지만 모두 인조의 배려로 별다른 치죄 없이 지나갔다.
1644년 심기원의 모반 사건이 진압된 이후에는 1646년(인조 24) 9월에 영국공신(寧國功臣)을 책봉할 때 특별히 영국원종공신(寧國元從功臣)에 책록되었다.

### 사망과 평가
1656년(효종 7년) 음력 1월 1일 향년 59세를 일기로 사망하였다. 시호는 정효(貞孝)이며, 사후 인조 묘정에 배향되었다. 지난 날 여러 사람을 죽이고 폭행했던 것을 비롯하여 여러 번 물의를 빚은 것과 달리, 《실록》의 능원대군 졸기에는 "집에서 거처할 때의 조심스러움과 점잖기는 여러 종실들이 따라가지 못하였다." 라고 적혀 있다. 능원대군의 묘는 경기도 남양주시 화도읍 녹촌리에 있으며, 2002년 9월 16일 대한민국 문화재청에서 경기도 문화재자료 제115호로 지정하였다.
한편 능원대군은 병자호란 발발 당시 청나라와의 강화를 주장하는 여론이 거세짐에도 불구하고, 당시 예조판서로 있던 김상헌과 함께 척화론을 주장하기도 하였다고 한다. 호란이 진압된 뒤 척화파 신하들의 명단인 명나라 배신록에 실렸다.
한편 불학 무식하여 대의를 돌아보지도 않았는데, 유효립(柳孝立)이 형벌을 당한 뒤에는 그의 처와 마주보고 울면서 상을 원망하는 말을 하기도 하였다. 조금도 기탄하는 바가 없이 종전과 같이 함께 생활하였다는 평도 있다.

### 사후
초장지는 양주 풍양현 순강원 국내에 매장되었다가 정원군의 묘소는 후에 이장되고, 그의 묘소는 숙종 기사 1689년(숙종 15) 8월 양주군 하도면 백록동 자좌(子坐)로 이장하였다. 신도비문은 송시열이 지었고, 우의정 조사우가 썼다.
후에 문화군부인 류씨와 합장하였고, 계부인 영암군부인 영암김씨는 합장묘소 앞에 매장하였다.
능원대군이보묘역은 경기도 남양주시 화도읍 녹촌리에 있다. 2002년 9월 16일 경기도의 문화재자료 제115호로 지정되었다.

## 가족 관계[31]
능원대군은 문화 유씨 유효립의 딸과 영암 김씨 김만성의 딸 등 2명의 부인을 두었다. 첫 번째 부인 류씨는 자녀들을 여럿 낳았으나 모두 요절하였고, 두 번째 부인 김씨가 5남 3녀를 낳았다. 이러한 내력과 5남 3녀의 이름 및 작위, 후손에 대한 내용은 송시열이 쓴 능원대군의 비명에 상세히 기록되어 있다. 그러나 조선왕조실록에 의하면 영풍군 식에 대하여 군부인 유씨를 적모(嫡母)라 칭하였고, 손자 금천군(錦川君) 지(榰)에 대해서는 적조모라 칭하기도 했다.
이후 능원대군은 손자가 20명, 증손자가 45명으로 늘어나며 번성하여, 오늘날의 능원대군파가 형성되었다. 능원대군파의 유명한 인물로는 정치인 이진용, 연극인 이해랑 등이 있다. 한편 능원대군이 의안군의 후사를 이었기에, 능원대군파를 의안군파로 부르기도 한다.
- 조부 : 제14대 선조(宣祖, 1552 ~ 1608)
- 조모 : 인빈 김씨(仁嬪 金氏, 1555 ~ 1613)
  - 친부 : 원종(元宗, 1580 ~ 1619)
- 외조부 : 구사맹(具思孟, 1531 ~ 1604)
- 외조모 : 평산부부인(平山府夫人) 신지향(申芝香, 1538 ~ 1622)
  - 친모 : 인헌왕후(仁獻王后, 1578 ~ 1626)
    - 형 : 인조(仁祖, 1595 ~ 1649)
    - 남동생 : 능창대군(綾昌大君) 이전(李佺, 1599 ~ 1615)

  - 양부(백부) : 의안군(義安君) 이성(李珹, 1577 ~ 1588)
    - 정부인 : 류효립(柳孝立)의 딸 문화부부인(文化府夫人) 문화 류씨(文化 柳氏, 1598 ~ 1676)
      - 자녀 : 모두 요절

    - 계부인 : 김만성의 딸 부부인 영암 김씨(靈巖 金氏, 1610년 음력 윤3월 9일 ~ 1696년 1월 25일)
      - 장녀 : 이영숙(李英淑, 1629 ~ ?)
      - 사위 : 진주 류씨 류수창(柳壽昌)
        - 외손녀 : 파평 윤씨 윤항(尹恒)의 처(1646 ~ ?)
        - 외손자 : 류의(柳亻+冝, 1650 ~ ?)
        - 외손자 : 류단(柳偳, 1652 ~ ?)
        - 외손녀 : 풍천 임씨 임도삼(任道三)의 처(16 53 ~ ?)
        - 외손녀 : 능성 구씨 구우익(具右翼)의 처(1657 ~ ?)
        - 외손녀 : 경주 이씨 이구경(李龜慶)의 처(1660 ~ ?)

      - 장남 : 영풍군(靈豊君) 이식(李湜, 1630 ~ 1692)
      - 며느리 : 박대상(朴大相)의 딸 군부인 반남 박씨
        - 손자 : 금천부정(錦川副正) 이지(李榰, 1650 ~ ?)
        - 손자 : 이교령(李喬齡, 1652 ~ ?)
        - 손녀 : 이숙혜(李淑蕙, 1653 ~ ?)
        - 손녀 : 이수혜(李秀蕙, 1655 ~ ?)
        - 손자 : 금창부정(錦昌副正) 이온(李榅, 1661 ~ ?)[33]
        - 손녀 : 이서혜(李瑞蕙, 1662 ~ ?)

      - 며느리(양첩) : 미상
        - 서손녀 : 이소혜(李小蕙, 1661 ~ ?)
        - 서손자 : 금남수(錦南守) 이동(李棟, 1664 ~ ?)[34]
        - 서손자 : 금양수(錦陽守) 이량(李樑, 1667 ~ ?)[35]
        - 서손녀 : 이차혜(李次蕙, 1679 ~ ?)

      - 차남 : 영은군(靈恩君) 이함(李涵, 1633 ~ ?)
      - 며느리 : 조이량(曺以樑)의 딸 군부인 창녕 조씨
        - 손자 : 하성부정(夏城副正) 이장(李樟, 1656 ~ ?)
        - 손자 : 하산부정(夏山副正) 이재(李梓, 1659 ~ ?)
        - 손자 : 하천부정(夏川副正) 이의(李椅, 1660 ~ ?)
        - 손녀 : 시흥 강씨(始興 姜氏) 강흥주(姜興周)의 처(1660 ~ ?)

      - 3남 : 영신군(靈愼君) 이형(李瀅, 1635 ~ ?)
      - 며느리 : 정백(鄭栢)의 딸 군부인 해주 정씨
        - 손자 : 해창부정(海昌副正) 이해(李楷, 1655 ~ ?)
        - 손녀 : 이두혜(李斗蕙, 1659 ~ ?)

      - 차녀 : 이영정(李英淨, 1639 ~ 1657) - 능원대군이 죽자 매우 슬퍼하였고, 식음을 전폐하여 18살의 어린 나이로 죽었다[32]. 1900년판 선원보에는 처녀로 나와 있다.
      - 4남 : 영춘군(靈春君) 이정(李涏, 1640 ~ ?)
      - 며느리 : 신찬(申儹)의 딸 군부인 평산 신씨
      - 며느리 : 성탁(成晫)의 딸 군부인 창녕 성씨
        - 손자 : 이상(李相, 1676 ~ ?)
        - 손자 : 이미(李楣, 1679 ~ ?)

      - 3녀 : 이영순(李英順, 1642 ~ ?)
      - 사위 : 문화 류씨 류성삼(柳省三)
      - 5남 : 영순정(靈順正) 이유(李浟, 1643 ~ ?)
      - 며느리 : 윤동리(尹東离)의 딸 파평 윤씨
        - 손자 : 파성부정(坡城副正) 이빈(李彬)[36]
        - 손자 : 파산부정(坡山副正) 이삼(李杉, 1663 ~ ?)
        - 손자 : 이항령(李恒齡)

      - 며느리(양첩) : 미상
        - 서손자 : 이삼(李槮, 1667 ~ ?)
        - 서손자 : 이태령(李台齡, 1672 ~ ?)
        - 서손자 : 이곤령(李崑齡, 1678 ~ ?)

## 같이 보기
- 유효립의 난
- 문화부부인
- 유효립
- 인조
- 인목대비